# イーロードゥ
イーロードゥ（タミル語: ஈரோடு、英語: Erode）は、インド南部のタミル・ナードゥ州にある都市。イーロードゥ県の県庁所在地であり、同県イーロードゥ郡の中心都市である。

## 地理
イーロードゥは北緯：11°21' 東経：77°44' にあり、パヴァーニとともにカーヴィリ川中流の中心都市の一つである。起伏のある平原が、西から東に向かってなだらかに下降している。

## 気候
西からの風が一年を通じて西ガーツ山脈南端の高地を越えて来るため、フェーン現象により気候は乾燥しており、雨季以外の降水量が比較的少ない。
3月から5月にかけて暑く、5月に気温は最高を記録し、雨も少ない。6月から8月にかけては猛暑も少し和らぎ、9月頃には雨も多くなる。10月から11月は雨季で雨が多く気温が下がり、12月から2月には再び雨が少なくなるが、涼しく乾燥した過ごしやすい気候となる。

## 政治
イーロードゥでは、2001年の統一地方選挙ではAIADMKのK・S・テンナラスが当選したが、2006年の統一地方選挙ではDMKのNkk・P・ラージャンが当選した。

## 経済
イーロードゥは地方経済の中心地であり、周辺地域で多く栽培されるターメリックの集散地である。
織物業も盛んであり、サリーなどの絹織物、ドーティやルンギなどの綿織物、ターメリックを用いた染物など、多様な織物業が発達しており、「インドの力織機」(Powerloom City of India) という愛称も有している都市となっている。

## 交通
- 県外
  - チェンナイまで 400km
  - ティルッチラーッパッリまで 143km
  - マドゥライまで 206km
  - コーヤンブットゥールまで 89km
  - カンニヤークマリまで 530km
  - カルールまで 93km
- 県内
  - パヴァーニまで 10km